# Arthur Dupagne
Pour les articles homonymes, voir Dupagne.
Arthur Dupagne, né à Liège le 13 décembre 1895 et mort à Bruxelles en octobre 1961, est un sculpteur belge dont les œuvres sont principalement inspirées par le Congo belge.

## Biographie
Il fait des études artistiques à l'Académie royale des beaux-arts de Liège. Il y est l'élève de Georges Petit et Oscar Berchmans.
Un séjour au Congo belge de 1927 à 1935, où il était attaché comme ingénieur à l'exploitation des champs diamantifères du Kasaï, le met en présence de la sculpture de l'ethnie Tchokwe qui le bouleverse, tandis qu'il est frappé par la beauté plastique vigoureuse des indigènes. Cette découverte lui inspire désormais des sculptures monumentales qui lui valent de nombreuses commandes dont une pour l'Exposition universelle de Paris en 1938 et une autre pour l'Exposition de New York en 1939.

## Sélection d'œuvres
Son œuvre puissante est présente entre autres au Musée de l'art wallon à Liège, au Musée communal des Beaux-Arts d'Ixelles, au Musée royal de l’Afrique centrale à Tervuren et à l'Institut de médecine tropicale à Anvers.
Parmi ses œuvres connues, l'on trouve :
- Le Couple bantou pour l'Exposition universelle de Bruxelles en 1958 ;
- Tireur à l'arc en bronze décore la place du Quatre Août à Etterbeek ;
- La Bataille du Rail (1948) à Kinshasa alors Léopoldville. Situé à l'origine dans la gare, il a été déplacé au Mont Ngaliema ;
- statue d'Henry Morton Stanley à Kinshasa alors Léopoldville (1956). Henry Morton Stanley était le fondateur de la ville de Kinshasa. La Bataille du rail et la statue de Stanley sont situées dans le parc présidentiel du Mont Ngaliema, ancienne propriété privée du dictateur Mobutu ;
- Le colonel Chaltin, monument et buste en bronze à Ixelles ;
- Le général Molitor, médaillon en bronze à Villance (Luxembourg belge).